# Altônia
Altônia is een gemeente in de Braziliaanse deelstaat Paraná. De gemeente telt 20.764 inwoners (schatting 2009).